# Lonely Day
Lonely Day — второй сингл с альбома Hypnotize американской рок-группы System of a Down, вышедший в 2006 году. Сингл номинировался на Грэмми в категории «Лучшее хард-рок исполнение».
Макси-сингл включает в себя пять композиций (две из которых являются каверами). На песню «Lonely Day» снят клип, также присутствующий на сингле.
Заглавная песня примечательна намеренной речевой ошибкой — плеоназмом при употреблении превосходной степени прилагательного: «The most loneliest day of my life».
Российский блогер Александр Пушной в своей рубрике на YouTube канале "Рок Жив" в выпуске посвященный  "System of a down" сравнил песню "Lonely Day" с песней группы Гражданская оборона "Всё идёт по плану"[значимость факта?]. По его мнению в обеих песнях похожие сочетания аккордов.

## Клип
На песню был снят клип. В клипе показано, как System of a Down едут по городу на автобусе: Серж Танкян лежит на диване и читает газету, Шаво Одаджян играет сам с собой в шахматы и рисует, Джон Долмаян также лежа на диване слушает музыку в наушниках, а Дарон Малакян, исполняя песню, одновременно смотрит в окно. Видео перемежается съемками Голливуда, показывающими бурную городскую жизнь. Параллельно с этим, на каждом видео с Голливудских улиц присутствует горящий объект, на который прохожие не обращают внимания.

## Список композиций

### Сингл
| №  | Название     | Автор(ы)      | Длительность |
| -- | ------------ | ------------- | ------------ |
| 1. | «Lonely Day» | Дарон Малакян | 2:47         |

### Макси-сингл
| №  | Название                                      | Автор(ы)                                                                                  | Длительность |
| -- | --------------------------------------------- | ----------------------------------------------------------------------------------------- | ------------ |
| 1. | «Lonely Day»                                  | Дарон Малакян                                                                             | 2:48         |
| 2. | «Shame» (Wu-Tang Clan кавер, совместно с RZA) | Ghostface Killah, GZA, U-God, Inspectah Deck, Ol' Dirty Bastard, RZA, Method Man, Raekwon | 2:48         |
| 3. | «Snowblind» (кавер Black Sabbath)             | Оззи Осборн, Тони Айомми, Гизер Батлер, Билл Уорд                                         | 4:40         |
| 4. | «Metro» (кавер Berlin)                        | John Crawford                                                                             | 2:59         |
| 5. | «Marmalade»                                   | Серж Танкян (слова), Дарон Малакян (музыка)                                               | 3:01         |
| 6. | «Lonely Day» (Видео)                          |                                                                                           | 2:57         |

## Музыканты
System of a Down:
- Дарон Малакян — вокал, гитара, бас-гитара, клавиши
- Серж Танкян — вокал, клавиши
- Шаво Одаджян — бас-гитара
- Джон Долмаян — ударные

Дарон играл на басу и клавишах только в песне «Lonely Day.»
- RZA и Masta Killa из Wu-Tang Clan — приглашенные вокалисты для песни «Shame»